# Hamburg Sea Devils 2021
Questa voce raccoglie le informazioni riguardanti gli Hamburg Sea Devils nelle competizioni ufficiali della stagione 2021.

## Roster
| Roster degli Hamburg Sea Devils (2021) |
| --- |
| Quarterback - 1 Salieu Ceesay - 10 Jadrian Clark Running Back - 24 Xavier Johnson - 26 Simon Homadi - 32 Jóhann Gísli Hummel - 34 Julian Ampaw - 48 Tobias Kolb FB Wide Receiver - 11 Benjamin Mau - 12 Jean-Claude Madin Cerezo - 13 Tim Albrecht WR/K/P - 14 Dominic Gröne WR/K/P - 15 Julian Völling - 16 Leon Kusterer - 18 Marvin Amankwah - 19 Nassim Amroun - 80 Diego Antonio Arboleda Sanchez - 81 Kwame Ofori - 82 Tobias Nill - 89 Lukas Rehder Tight End - 44 John Levi Kruse - 85 Maximilian Michael Donalies - 88 Adrià Botella Moreno Offensive Linemen - 51 Gian de Guzman - 65 Ron Mac Spiegel - 68 Keanu Ebanks - 70 Oscar Sundqvist - 72 Niklas Wiem - 74 Dennis Kenzler - 75 Friedemann Peters - 76 Timo Winter - 77 Robin Fensch - 78 Ilias Werner Maragos Defensive Linemen - 53 Filip-Liberio Filipovic - 54 Maximilian Oebels - 55 Okan Güzel - 69 David Weinstock - 90 André Rieckenberg - 92 Eric De Souza - 93 Alexander Babic - 94 Berend Grube - 95 Yeboah Evans - 97 Brice Ulrich Tchouadje - 98 Hiswill Awuah - 99 Nelson Imasuen Linebacker - 40 Matthias Spiegel - 43 Miguel Boock - 45 Jeremy Sarfo - 49 Sédwon Kaya - 52 Ambroise Mati - 54 Thiago Lessow - 57 Daniel Laporte - 58 Jan-Phillip Bombek - 91 Kasim Edebali - Giovanni Nanguy Defensive Back - 21 Vincent Wilson-Oberko - 22 Aleksandr Astahin - 23 Justin Rogers - 25 Marloshawn Franklin Jr. - 27 Louis Müller - 28 Barry Maruschke - 29 Dominic Yaw Aboagye-Duah - 30 Eldert Terekuu - 33 Kenneth Komlan Soussoukpo Special Team - 4 Phillip Andersen K/P Coaching staff Andreas Nommensen (HC) |

## European League of Football 2021

### Stagione regolare
| Arbitri: | M. Scholz B. Hauben K. Haltermann Jurzyk M. Hoffmann H. Romanczyk M. Burzec |

| |           | |
| Mati 7':40" Q2 (TD) 57yd fumble recovery Andersen Q2 (pat) Botella Moreno 0':00" Q3 (TD) 29yd pass from Clark Andersen Q3 (pat) Andersen 0':02" Q4 (FG) 16yd | Marcatori | Sack 13':19" Q2 (FG) 35yd Adams 0':13" Q2 (TD) 1yd run Schwarz 7':49" Q4 (TD) 6yd pass from Sullivan |

| Arbitri: | Miras D. Clemence J. Fernandez M. Exposito A. Gurbiersch C. Beckmann Cobas J. Lanz |

| |           | |
| Constant 7':13" Q4 (TD) 18yd pass from Edwards Q4 (tpc) rush Lester 3':16" Q4 (TD) 0yd fumble recovery | Marcatori | Kruse 10':47" Q1 (TD) 6yd pass from Clark Andersen Q1 (pat) Andersen 5':08" Q1 (FG) 15yd Andersen 0':15" Q1 (FG) 20yd Andersen 5':12" Q2 (FG) 18yd Rogers 3':54" Q2 (TD) 49yd punt return Andersen Q2 (pat) Botella Moreno 4':13" Q3 (TD) 4yd pass from Clark Andersen 14':11" Q4 (FG) 17yd |

| Arbitri: | M. Scholz B. Hansen K. Haltermann B. Marciniak M. Hoffmann E. Christensen M. Burzec |

| |           |                                              |
| Andersen 11':40" Q1 (FG) 35yd Andersen 1':25" Q1 (FG) 46yd Johnson 11':40" Q3 (TD) 5yd run Andersen Q3 (pat) Madin Cerezo 10':33" Q3 (TD) 21yd pass from Clark Andersen Q3 (pat) Mau 6':24" Q3 (TD) 3yd pass from Clark Andersen Q3 (pat) Kruse 2':35" Q3 (TD) 4yd pass from Clark Andersen Q3 (pat) Ceesay 8':00" Q4 (TD) 1yd run Andersen Q4 (pat) Andersen 2':55" Q4 (FG) 26yd | Marcatori | Schumann 7':53" Q2 (TD) 11yd pass from Stitt |

| Arbitri: | T. Denker M. Kattillus Horak Pachulski P. Simon Hameder V. Kriesman |

|  |           | |
|  | Marcatori | Johnson 9':46" Q1 (TD) 4yd run Andersen Q1 (pat) Botella Moreno 9':16" Q2 (TD) 5yd pass from Clark Andersen Q2 (pat) Rogers 6':35" Q2 (TD) 63yd punt return Andersen Q2 (pat) Yeboah 5':34" Q2 (TD) 21yd fumble recovery Andersen Q2 (pat) Andersen 0':31" Q2 (FG) 50yd Mau 6':58" Q3 (TD) 26yd pass from Clark Andersen Q3 (pat) Hummel 1':44" Q3 (TD) 9yd run Andersen Q3 (pat) Rogers 14':34" Q4 (TD) 69yd punt return Andersen Q4 (pat) Andersen 6':40" Q4 (FG) 40yd |

| Arbitri: | Walentynowicz Klimes M. Szczepanski Pachulski B. Marciniak Hameder H. Romanczyk |

| |           | |
| Pasqualini 3':37" Q1 (TD) 2yd run Pańczyszyn 6':38" Q2 (FG) 41yd Robinson 1':42" Q2 (TD) 35yd interception return Pańczyszyn Q2 (pat) Starcyweski 0':57" Q3 (TD) 3yd pass from O'Connor Pańczyszyn Q2 (pat) | Marcatori | Clark 13':07" Q1 (TD) 19yd run Andersen Q1 (pat) Johnson 5':21" Q3 (TD) 3yd run Andersen Q3 (pat) Madin Cerezo 2':51" Q3 (TD) 8yd pass from Clark Andersen 8':32" Q4 (FG) 51yd Andersen 0':41" Q4 (FG) 47yd |

| Arbitri: | T. Denker M. Kattilus M. Berger Jurzyk M. Hoffmann E. Christensen Horak |

| |           | |
| Andersen Q2 (FG) 43yd Madin Cerezo Q2 (TD) 44yd pass from Clark Andersen Q2 (pat) Andersen 5':40" Q3 (FG) 28yd Andersen 1':30" Q3 (FG) 32yd Andersen 4':53" Q4 (FG) 32yd Andersen 2':22" Q4 (FG) 46yd | Marcatori | Tavecchio Q2 (FG) 27yd Lester Q2 (TD) 97yd interception return Tavecchio Q2 (pat) Edwards Q2 (TD) 12yd run Tavecchio Q2 (pat) |

| Arbitri: | M. Scholz B. Hansen R. Lewis S. Richardson Jurzyk Przybyła A. Flaisch-J. |

| |           |                                                                                        |
| Mwamba 9':46" Q1 (TD) 21yd pass from Sullivan Ebsen Q1 (pat) Mahoungou 2':16" Q1 (TD) 28yd pass from Sullivan Ebsen Q1 (pat) Sullivan 6':54" Q2 (TD) 1yd run S. Silva Gomez 6':31" Q2 (TD) 30yd fumble recovery Ebsen Q2 (pat) Schwarz 6':30" Q3 (TD) 15yd pass from Sullivan Team 4':24" Q3 (saf) failed snap out of punter's range | Marcatori | Andersen 4':57" Q1 (FG) 43yd Andersen 9':32" Q2 (FG) 23yd Andersen 9':38" Q4 (FG) 34yd |

| Berlino 14 agosto 2021, ore 13:00 9ª giornata | Berlin Thunder | 20 – 28 (0-7 0-14 14-7 6-0) referto | Hamburg Sea Devils | Friedrich-Ludwig-Jahn-Sportpark (1130 spett.) |
| Crawford 3':33" Q3 ( TD ) 6yd pass from Stitt Schenderlein Q3 ( pat ) Jones 3':15" Q3 ( TD ) 25yd pass from Stitt Schenderlein Q3 ( pat ) Jones 10':52" Q4 ( TD ) 13yd pass from Stitt Marcatori Botella Moreno 11':25" Q1 ( TD ) 24yd pass from Clark Andersen Q1 ( pat ) Botella Moreno 11':26" Q2 ( TD ) 24yd pass from Clark Andersen Q2 ( pat ) Botella Moreno 2':29" Q1 ( TD ) 24yd pass from Clark Andersen Q2 ( pat ) Madin Cerezo 7':55" Q3 ( TD ) 6yd pass from Clark Andersen Q3 ( pat ) |                | |                    |                                               |
| |                | |                    |                                               |
| Crawford 3':33" Q3 (TD) 6yd pass from Stitt Schenderlein Q3 (pat) Jones 3':15" Q3 (TD) 25yd pass from Stitt Schenderlein Q3 (pat) Jones 10':52" Q4 (TD) 13yd pass from Stitt | Marcatori      | Botella Moreno 11':25" Q1 (TD) 24yd pass from Clark Andersen Q1 (pat) Botella Moreno 11':26" Q2 (TD) 24yd pass from Clark Andersen Q2 (pat) Botella Moreno 2':29" Q1 (TD) 24yd pass from Clark Andersen Q2 (pat) Madin Cerezo 7':55" Q3 (TD) 6yd pass from Clark Andersen Q3 (pat) |                    |                                               |

| Arbitri: | M. Scholz J. Poschlod K. Haltermann Scott N. Lakowitz A. Flaisch-J. Horak |

| |           | |
| Andersen 11':24" Q1 (FG) 31yd Johnson 14':55" Q2 (TD) 3yd run Andersen Q2 (pat) Rogers 10':31" Q2 (TD) 95yd kickoff return Andersen Q2 (pat) Madin Cerezo 2':18" Q3 (TD) 19yd pass from Clark Andersen Q3 (pat) | Marcatori | Leader 7':37" Q1 (FG) 52yd Leader 10':43" Q2 (FG) 47yd Turpin 9':01" Q2 (TD) 58yd pass from O'Connor Leader Q2 (pat) Turpin 1':45" Q2 (TD) 58yd pass from O'Connor Leader Q2 (pat) Pasqualini 0':06" Q2 (TD) 2yd run Leader Q2 (pat) Leader 8':43" Q3 (FG) 25yd |

| Arbitri: | Denker M. Kattilus K. Haltermann Jurzyk M. Hoffmann E. Christensen M. Berger |

| |           | |
| Ampaw 12':58" Q1 (TD) 4yd run Andersen Q1 (pat) Nill 14':57" Q2 (TD) 5yd pass from Ceesay Andersen Q2 (pat) Andersen 7':13" Q2 (FG) 59yd | Marcatori | Jalloh 3':17" Q3 (TD) 24yd run Knüttel 12':10" Q4 (TD) 19yd pass from Birdsong Knüttel 1':13" Q4 (TD) 13yd pass from Birdsong |

### Playoff
| Arbitri: | T. Denker M. Kattilus S. Richardson B. Marciniak M. Hoffmann H. Romanczyk R. Lewis |

| |           | |
| Ofori 10':18" Q1 (TD) 31yd pass from Clark Andersen Q1 (pat) Johnson 5':56" Q1 (TD) 4yd run Andersen Q1 (pat) Andersen 5':21" Q3 (FG) 25yd Johnson 14':56" Q4 (TD) 1yd run Johnson 1':54" Q4 (TD) 8yd run Andersen Q4 (pat) | Marcatori | Banat 8':42" Q1 (TD) 50yd pass from O'Connor Leader Q1 (pat) Turpin 6':41" Q2 (TD) 18yd pass from O'Connor Leader Q2 (pat) Banat 11':02" Q4 (TD) 17yd pass from O'Connor Turpin 4':42" Q4 (TD) 6yd pass from O'Connor Leader Q4 (pat) |

| Arbitri: | M. Scholz B. Hansen M. Burzec M. Szczepanski Jurzyk Przybyła A. Flaisch-J. |

| |           | |
| Adams 5':43" Q2 (TD) 43yd pass from Sullivan Strahmann 2':42" Q2 (TD) 13yd pass from Sullivan Mahoungou 0':05" Q2 (TD) 10yd pass from Sullivan Adams Q2 (tpc) pass from Sullivan Mwamba 5':48" Q4 (TD) 6yd pass from Sullivan 0':25" Q4 (TD) 1yd run | Marcatori | Clark 1':19" Q1 (TD) 1yd run Andersen Q1 (pat) Andersen 13':38" Q2 (FG) 32yd Madin Cerezo 1':30" Q2 (TD) 33yd pass from Clark Andersen Q2 (pat) Clark 9':30" Q3 (TD) 1yd run Andersen Q3 (pat) Andersen 4':11" Q3 (FG) 32yd Andersen 11':07" Q4 (FG) 32yd |

## Statistiche di squadra
| Competizione | %Vittorie | In casa | In casa | In casa | In casa | In casa | In casa | In trasferta | In trasferta | In trasferta | In trasferta | In trasferta | In trasferta | Totale | Totale | Totale | Totale | Totale | Totale |
| Competizione | %Vittorie | G       | V       | N       | P       | Pf      | Ps      | G            | V            | N            | P            | Pf           | Ps           | G      | V      | N      | P      | Pf     | Ps     |
| ------------ | --------- | ------- | ------- | ------- | ------- | ------- | ------- | ------------ | ------------ | ------------ | ------------ | ------------ | ------------ | ------ | ------ | ------ | ------ | ------ | ------ |
| Campionato   | .700      | 5       | 4       | 0       | 1       | 124     | 86      | 5            | 3            | 0            | 2            | 150          | 92           | 10     | 7      | 0      | 3      | 274    | 178    |
| Playoff      | .500      | 1       | 1       | 0       | 0       | 30      | 27      | 1            | 0            | 0            | 1            | 30           | 32           | 2      | 1      | 0      | 1      | 60     | 59     |
| Totale       | .667      | 6       | 5       | 0       | 1       | 154     | 113     | 6            | 3            | 0            | 3            | 180          | 124          | 12     | 8      | 0      | 4      | 334    | 237    |

## Statistiche personali

### Marcatori
| Giocatore      | Ruolo | TD rush | TD recv | TD int | TD p.ret | TD k.ret | TD oth | Xp1  | Xp2 | FG   | Saf | Totale |
| -------------- | ----- | ------- | ------- | ------ | -------- | -------- | ------ | ---- | --- | ---- | --- | ------ |
| Andersen       |       | 0+0     | 0+0     | 0+0    | 0+0      | 0+0      | 0+0    | 28+6 | 0+0 | 22+4 | 0+0 | 112    |
| Johnson        |       | 4+3     | 0+0     | 0+0    | 0+0      | 0+0      | 0+0    | 0+0  | 0+0 | 0+0  | 0+0 | 42     |
| Botella Moreno |       | 0       | 6       | 0      | 0        | 0        | 0      | 0    | 0   | 0    | 0   | 36     |
| Madin Cerezo   |       | 0+0     | 5+1     | 0+0    | 0+0      | 0+0      | 0+0    | 0+0  | 0+0 | 0+0  | 0+0 | 36     |
| Rogers         |       | 0       | 0       | 0      | 3        | 1        | 0      | 0    | 0   | 0    | 0   | 24     |
| Clark          |       | 1+2     | 0+0     | 0+0    | 0+0      | 0+0      | 0+0    | 0+0  | 0+0 | 0+0  | 0+0 | 18     |
| Kruse          |       | 0       | 2       | 0      | 0        | 0        | 0      | 0    | 0   | 0    | 0   | 12     |
| Mau            |       | 0       | 2       | 0      | 0        | 0        | 0      | 0    | 0   | 0    | 0   | 12     |
| Ampaw          |       | 1       | 0       | 0      | 0        | 0        | 0      | 0    | 0   | 0    | 0   | 6      |
| Ceesay         |       | 1       | 0       | 0      | 0        | 0        | 0      | 0    | 0   | 0    | 0   | 6      |
| Hummel         |       | 1       | 0       | 0      | 0        | 0        | 0      | 0    | 0   | 0    | 0   | 6      |
| Mati           |       | 0       | 0       | 0      | 0        | 0        | 1      | 0    | 0   | 0    | 0   | 6      |
| Nill           |       | 0       | 1       | 0      | 0        | 0        | 0      | 0    | 0   | 0    | 0   | 6      |
| Ofori          |       | 0+0     | 0+1     | 0+0    | 0+0      | 0+0      | 0+0    | 0+0  | 0+0 | 0+0  | 0+0 | 6      |
| Yeboah         |       | 0       | 0       | 0      | 0        | 0        | 1      | 0    | 0   | 0    | 0   | 6      |

### Passer rating
| Giocatore | G   | Att    | Comp   | Int  | Yds      | TD   | NFL   | NCAA   |
| --------- | --- | ------ | ------ | ---- | -------- | ---- | ----- | ------ |
| Clark     | 9+2 | 217+67 | 130+46 | 10+2 | 1387+586 | 15+2 | 85,02 | 131,63 |
| Ceesay    | 5   | 27     | 13     | 0    | 130      | 1    | 74,61 | 100,81 |
| Johnson   | 2   | 2      | 1      | 0    | 12       | 0    |       |        |
| Team      | 7+1 | 0+0    | 0+0    | 0+0  | -187-7   | 0+0  |       |        |